# Sainte-Hélène (Saône-et-Loire)
Sainte-Hélène é uma comuna francesa na região administrativa de Borgonha-Franco-Condado, no departamento de Saône-et-Loire. Estende-se por uma área de 14,27 km². Em 2010 a comuna tinha 540 habitantes (densidade: 37,8 hab./km²).